# Elena Hartmann
 (mars 2024).
Si vous disposez d'ouvrages ou d'articles de référence ou si vous connaissez des sites web de qualité traitant du thème abordé ici, merci de compléter l'article en donnant les références utiles à sa vérifiabilité et en les liant à la section « Notes et références ».
Elena Hartmann, née le 12 octobre 1990 dans le canton des Grisons, est une coureuse cycliste suisse, spécialiste du contre-la-montre, professionnelle depuis 2023.

## Biographie
Elle débute le triathlon à l'âge de 25 ans avant de passer au cyclisme sur route, ce qui l'amène à participer aux championnats de Suisse du contre-la-montre qu'elle termine à la 5e place pour sa première participation en 2021. Elle remporte le titre l'année suivante et parvient à le conserver en 2023, année durant laquelle elle signe son premier contrat professionnel, au sein de l'équipe Israel-Premier Tech Roland. 
En 2024, elle profite de la participation de son équipe aux courses salvadoriennes pour remporter le Grand Prix Presidente puis le Tour du Salvador.

## Palmarès sur route

### Palmarès par années
- 2022
  -  Championne de Suisse du contre-la-montre
  - 9e du championnat d'Europe du contre-la-montre
- 2023
  -  Championne de Suisse du contre-la-montre
  - Tour de Berlin
  - 2e du championnat de Suisse sur route
- 2024
  -  Championne de Suisse du contre-la-montre
  - Grand Prix Presidente
  - Tour du Salvador : 
    - Classement général
    - Prologue et 1re étape

  - 3e du Chrono "Roland bouge !"
- 2025
  - Tour du Salvador
  - 3e du championnat de Suisse du contre-la-montre

### Résultats sur les grands tours

#### Tour de France
2 participations
- 2024 : abandon (5e étape)
- 2025 : 49e

#### Tour d'Italie
2 participations
- 2024 : abandon (4e étape)
- 2025 : 32e

### Classement mondial
| Année                                 | 2021 | 2022 | 2023 | 2024 |
| ------------------------------------- | ---- | ---- | ---- | ---- |
| Classement UCI                        | 758e | 285e | 134e | 67e  |
| UCI World Tour                        | nc   | nc   | 306e | 182e |
|                                       |      |      |      |      |
| Légende : nc = non classéSource : UCI |      |      |      |      |